# Fitun Matebian Sporting
Fitun Matebian Sporting Baukau (mais conhecido pela sigla Fima Sporting) é um clube de futebol do Timor-Leste, da cidade de Baucau.
O time foi o vencedor do Campeonato Timorense de Futebol de 2005, na primeira edição do torneio, organizado pela Federação de Futebol de Timor-Leste após sua entrada na FIFA e a visita de Cristiano Ronaldo ao país.
Fundado no ínício dos anos 2000, o clube encontrou-se inativo durante toda a década de 2010, retornando suas atividades oficialmente em fevereiro de 2025, com a presidência do Padre Julio Crispin.

## Participação em Competições

### Campeonato Timorense de Futebol
- Superliga Timor-Leste 2005-06 (1ª Divisão): Campeão
- Liga Futebol Timor-Leste 2025 (3ª Divisão): Em breve